# Edwin Stevens
Edwin Stevens est un acteur, réalisateur et scénariste américain né à San Francisco (Californie) le 16 août 1860 et décédé d'une pleurésie le 3 janvier 1923 à Los Angeles (Californie).

## Filmographie partielle

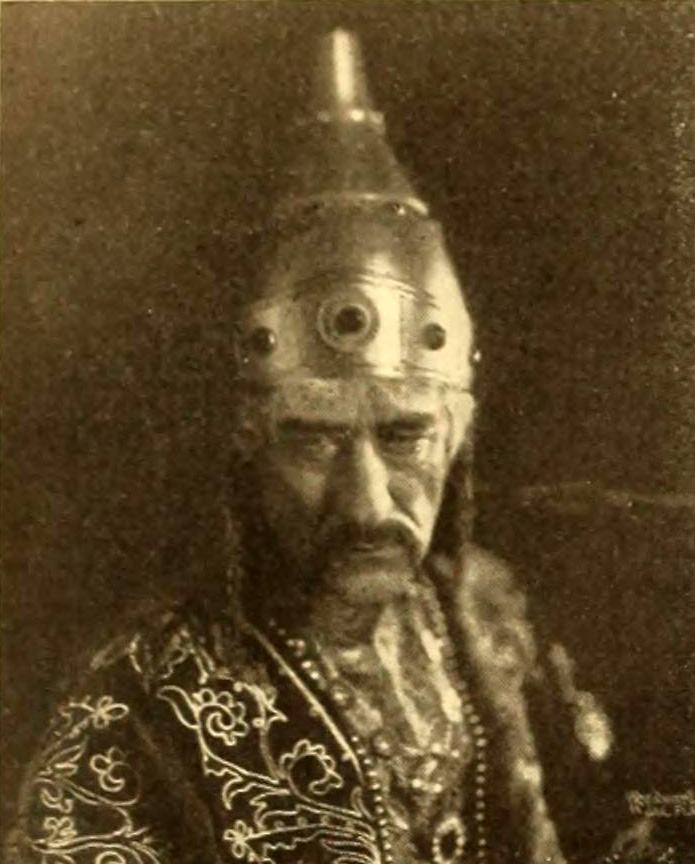
Dans The Yellow Menace (1916)

### comme acteur
- 1919 : Cheating Cheaters d'Allan Dwan
- 1919 : La Sacrifiée (Her Kingdom of Dreams) de Marshall Neilan
- 1921 : Les Ruses de l'amour (What's Worth While?) de Lois Weber
- 1921 : L'École du charme (The Charm School) de James Cruze
- 1921 : Fatty détective amateur (The Dollar a Year Man)
- 1922 : Le Roman de Janette (The Ragged Heiress) de Harry Beaumont
- 1923 : L'Araignée et la Rose (The Spider and the Rose) de John McDermott
- 1923 : La Victoire mutilée (The Woman of Bronze) de King Vidor
- 1923 : The Voice from the Minaret de Frank Lloyd
- 1923 : Quicksands de Jack Conway

### comme réalisateur
- 1916 : The Capital Prize
- 1916 : The Honor of Mary Blake
- 1917 : The Boy Girl
- 1917 : Susan's Gentleman
- 1917 : The Magpie
- 1917 : For Lack of Evidence
- 1917 : The Brand of Hate

### comme scénariste
- 1916 : The Capital Prize